# Ramsès-Ouserpehti
Pour les articles homonymes, voir Ramsès.
Ramsès-Ouserpehti est un fils de Ramsès II. Il figure au 44e rang des fils de Ramsès II. Il participe à plusieurs campagnes militaires.
Son nom est mentionné sur une statue à Memphis et sur une plaque commémorative. Diverses mentions témoignent de l'affection particulière que lui portait son père.